# Gymnopilus
Gymnopilus P. Karst., Bidr. Känn. Finl. Nat. Folk 32: 21, 400 (1879), è un genere di funghi.
A questo genere appartengono specie con le seguenti caratteristiche.

## Descrizione del genere
Cappello

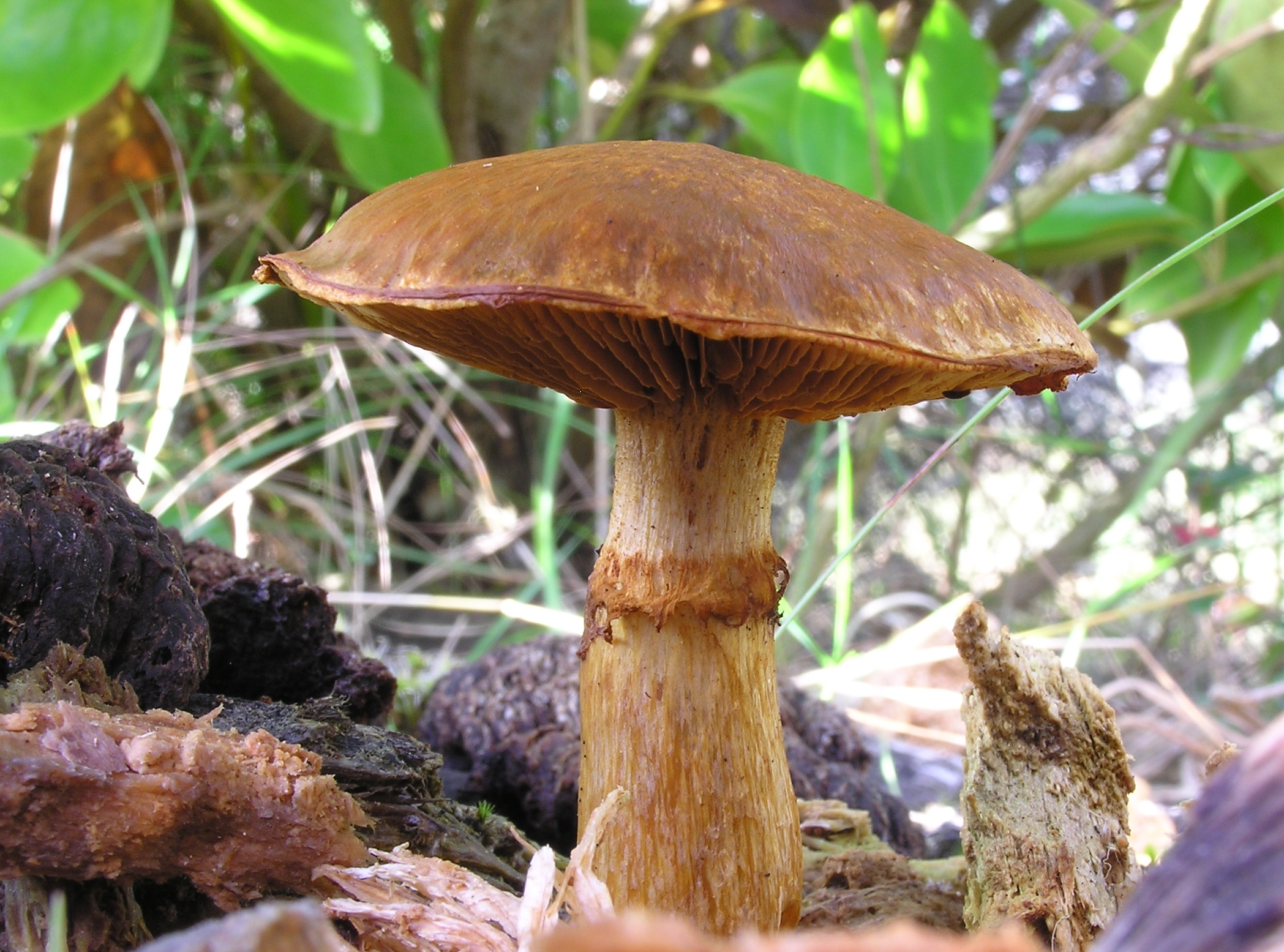
Gymnopilus junonius

Cuticola giallo-brunastra con componenti rossicce oppure aranciate.
Lamelle
Gialle oppure giallo-limone, a volte tendono a macchiarsi di bruno. Adnate, decorrenti per un brevissimo tratto iniziale.
Carne
Soda oppure molto coriacea.
- Odore: fungino, acre, spesso forte e penetrante.
- Sapore: spesso molto amaro da crudo.

Anello
Giallo e membranoso, tende a diventare ocra per via della sporata. Spesso presenta residui evidenti di velo.
Spore
Marroni, color ocra in massa.

## Commestibilità
Trascurabile.
Questo genere non annovera specie mortali, tuttavia molte delle specie non sono eduli; alcune sono velenose da crude e commestibili con cautela dopo prolungata cottura.

Il Gymnopilus spectabilis sembra possedere proprietà allucinogene blande se consumato da crudo.

## Sistematica
La specie tipo è Gymnopilus liquiritiae (Pers.) P. Karst. (1879).

Altre specie sono:
- Gymnopilus abramsii Murrill
- Gymnopilus abruptus (Fr.) Horniček (1984)
- Gymnopilus aculeatus (Bres. & Roum.) Singer (1951)
- Gymnopilus acystidiatus Guzm.-Dáv. & Guzmán (1991)
- Gymnopilus aeruginosus (Peck) Singer (1951), [RSD]
- Gymnopilus alabamensis Murrill
- Gymnopilus alienus (Peck) Murrill (1917)
- Gymnopilus allantopus (Berk.) Pegler (1965)
- Gymnopilus alnicola (Fr.) Murrill (1917)
- Gymnopilus alpinus (Singer) Singer (1951)
- Gymnopilus amarissimus Murrill (1941)
- Gymnopilus angustifolius Hesler (1969)
- Gymnopilus anomalus (Peck) Murrill (1917)
- Gymnopilus arenicola Hesler (1969)
- Gymnopilus arenophilus A. Ortega & Esteve-Rav. (2005)
- Gymnopilus areolatus Murrill (1943)
- Gymnopilus armillatus Murrill (1940)
- Gymnopilus aromaticus Murrill
- Gymnopilus astragalinus (Fr.) Imai (1938), (= Pholiota astragalina), [RSD]
- Gymnopilus aurantiacus Hesler (1969)
- Gymnopilus aurantiobrunneus Z.S. Bi (1986)
- Gymnopilus aurantiophyllus Hesler (1969)
- Gymnopilus aureobrunneus (Berk. & M.A. Curtis) Murrill
- Gymnopilus austropicreus B.J. Rees (2001)
- Gymnopilus austrosapineus B.J. Rees (1998)
- Gymnopilus autumnalis (Peck) Murrill (1917)
- Gymnopilus avellanus (Cooke & Massee) Pegler (1965)
- Gymnopilus baileyi (Berk. & Broome) Pegler (1965)
- Gymnopilus bakeri Dennis (1970)
- Gymnopilus bellulus (Peck) Murrill (1917), [RSD]
- Gymnopilus braendlei (Peck) Hesler (1969)
- Gymnopilus brevipes (Cleland) Grgur. (1997)
- Gymnopilus brittoniae (Murrill) Singer (1975)
- Gymnopilus brunneodiscus (Peck) Murrill (1917)
- Gymnopilus bryophilus Murrill (1913)
- Gymnopilus caerulovirescens Z.S. Bi (1991)
- Gymnopilus cantharelloides Camboni & Migl. (2006)
- Gymnopilus capitatus Guzm.-Dáv. & Guzmán (1986)
- Gymnopilus carbonarius (Fr. ex Fr.) Murrill (1912)
- Gymnopilus castaneus Murrill
- Gymnopilus chilensis Singer (1969)
- Gymnopilus chrysimyces (Berk.) Manjula (1983)
- Gymnopilus chrysites (Berk.) Singer (1962)
- Gymnopilus chrysopellus (Berk. & M.A. Curtis) Murrill (1913)
- Gymnopilus chrysotrichoides Murrill (1943)
- Gymnopilus communis Guzm.-Dáv. (1994)
- Gymnopilus condensus (Peck) Murrill (1917)
- Gymnopilus corsicus Romagn. (1977)
- Gymnopilus corticophilus B.J. Rees (1999)
- Gymnopilus crassitunicatus Guzm.-Dáv. (1998)
- Gymnopilus croceoluteus Hesler (1969)
- Gymnopilus crocias (Berk. & Broome) Singer (1955)
- Gymnopilus crociphyllus (Cooke & Massee) Pegler (1965)
- Gymnopilus decipiens (W.G. Sm.) P.D. Orton (1960), [RSD]
- Gymnopilus decoratus Murrill
- Gymnopilus decurrens Hesler (1969)
- Gymnopilus depressus Murrill (1913)
- Gymnopilus dilepis (Berk. & Broome) Singer (1951), [RSD]
- Gymnopilus dryophilus Murrill (1943)
- Gymnopilus dulongjiangensis M. Zang (1987)
- Gymnopilus earlei Murrill (1913)
- Gymnopilus echinulisporus Murrill
- Gymnopilus edulis (Peck) Murrill (1917)
- Gymnopilus elongatipes Z.S. Bi (1986)
- Gymnopilus epileatum Ryvarden (2007)
- Gymnopilus eucalyptorum (Cleland) Singer (1947)
- Gymnopilus excentriciformis Singer (1969)
- Gymnopilus fagicola Murrill
- Gymnopilus farinaceus Murrill
- Gymnopilus ferruginosus B.J. Rees (2001)
- Gymnopilus fibrillosipes Murrill
- Gymnopilus filicea (Cooke) Singer
- Gymnopilus filiceus (Cooke) Singer (1955)
- Gymnopilus flavidellus Murrill
- Gymnopilus flavifolius Murrill (1946)
- Gymnopilus flavipunctatus (Speg.) Singer (1950)
- Gymnopilus flavus (Bres.) Singer (1951), [RSD]
- Gymnopilus foedatus (Peck) Murrill
- Gymnopilus fulgens (J. Favre & Maire) Singer (1951), [RSD]
- Gymnopilus fulvicolor Murrill (1943)
- Gymnopilus fulviconicus Murrill (1945)
- Gymnopilus fulvosquamulosus Hesler (1969)
- Gymnopilus fuscosquamulosus Hesler (1969)
- Gymnopilus galerinopsis Guzm.-Dáv. (1994)
- Gymnopilus giganteus Natarajan & Raman (1983)
- Gymnopilus granulosus (Peck) Murrill (1917)
- Gymnopilus gummosus (Lasch) Maire (1933), (= Pholiota gummosa), [RSD]
- Gymnopilus hainanensis T.H. Li & W.M. Zhang (2001)
- Gymnopilus helvoliceps Berk. & M.A. Curtis
- Gymnopilus hemipenetrans Guzm.-Dáv. (1994)
- Gymnopilus highlandensis (Peck) Murrill (1917)
- Gymnopilus hillii Murrill
- Gymnopilus hispidellus Murrill (1913)
- Gymnopilus holocrocinus (Berk.) Singer (1986), (= Pyrrhoglossum holocrocinum), [RSD]
- Gymnopilus humicola Harding ex Singer (1962)
- Gymnopilus hypholomoides Murrill (1913)
- Gymnopilus igniculus Deneyer, P.-A. Moreau & Wuilb. (2002)
- Gymnopilus imperialis (Speg.) Singer (1951)
- Gymnopilus intermedius (Singer) Singer (1951)
- Gymnopilus jalapensis Murrill
- Gymnopilus janthinosarx (Singer) Singer (1951)
- Gymnopilus josserandii Antonín (2000)
- Gymnopilus junonius (Fr.) P.D. Orton (1960), [RSD]
- Gymnopilus karnalensis S.M. Kulk. (1990)
- Gymnopilus karrara Grgur. (1997)
- Gymnopilus konkinyerius Grgur. (1997)
- Gymnopilus lacticolor Murrill
- Gymnopilus laricicola J. Favre (1960)
- Gymnopilus lateritius (Pat.) Murrill
- Gymnopilus latus Murrill
- Gymnopilus lentus (Pers.) Murrill (1917)
- Gymnopilus lepidotus Hesler (1969)
- Gymnopilus levis Raithelh. (1974)
- Gymnopilus limulatus (Fr.) Maire (1933), (= Flammulaster limulatus var. limulatus), [RSD]
- Gymnopilus liquiritiae f. velutinus Bon & P. Roux (2002)
- Gymnopilus liquiritiae var. liquiritiae (Pers.) P. Karst. (1879)
- Gymnopilus liquiritiae var. satur (Kühner) Bon & P. Roux (2002)
- Gymnopilus longipes Guzm.-Dáv. & Guzmán (1986)
- Gymnopilus longisporus Murrill
- Gymnopilus lubricus (Pers.) S. Imai (1938), (= Pholiota lubrica), [RSD]
- Gymnopilus ludovicianus Murrill
- Gymnopilus luteocarneus Hesler (1969)
- Gymnopilus luteofolius (Peck) Singer (1951)
- Gymnopilus luteoviridis Thiers (1959)
- Gymnopilus lutescens Hesler (1969)
- Gymnopilus luteus (Peck) Hesler (1969)
- Gymnopilus macrocheilocystidiatus Guzm.-Dáv. & Guzmán (1986)
- Gymnopilus macrosporus (Singer) Singer (1986), (= Pyrrhoglossum macrosporum), [RSD]
- Gymnopilus magnificus Guzm.-Dáv. & Guzmán (1986)
- Gymnopilus magnus (Peck) Murrill (1917)
- Gymnopilus marasmioides (Berk.) Singer (1955)
- Gymnopilus marginatus B.J. Rees (1999)
- Gymnopilus marticorenai Garrido (1988)
- Gymnopilus medius Guzm.-Dáv. (1994)
- Gymnopilus megasporus Grgur. (1997)
- Gymnopilus melleus Hesler (1969)
- Gymnopilus mesosporus E. Horak (1989)
- Gymnopilus microloxus Singer (1977)
- Gymnopilus micromegas (Berk.) Manjula (1983)
- Gymnopilus microsporus (Singer) Singer (1951)
- Gymnopilus minutosporus Natarajan & Raman (1983)
- Gymnopilus mitis Hesler (1969)
- Gymnopilus moabus Grgur. (1997)
- Gymnopilus mullaunius Grgur. (1997)
- Gymnopilus multifolius (Peck) Murrill (1917)
- Gymnopilus nashii Murrill (1913)
- Gymnopilus naucorioides Hesler (1969)
- Gymnopilus nevadensis Guzm.-Dáv. & Guzmán (1991)
- Gymnopilus nitens (Cooke & Massee) Dhanch. (1991)
- Gymnopilus njalaensis (Beeli) Pegler (1966)
- Gymnopilus norfolkensis B.J. Rees & Lepp (2000)
- Gymnopilus noviholocirrhus S. Ito & S. Imai (1940)
- Gymnopilus novoguineensis Hongo (1974)
- Gymnopilus obscurus Hesler (1969), [RSD]
- Gymnopilus ochraceus Høil. (1998)
- Gymnopilus odini (Fr.) Kühner & Romagn. (1953), [RSD]
- Gymnopilus olivaceobrunneus S.M. Kulk. (1990)
- Gymnopilus ombrophilus Miyauchi (2004)
- Gymnopilus omphalina Murrill
- Gymnopilus oregonensis Murrill
- Gymnopilus ornatulus Murrill
- Gymnopilus oxylepis (Berk. & Broome) Singer (1955)
- Gymnopilus pachycystis Singer (1989)
- Gymnopilus pacificus Hesler (1969)
- Gymnopilus pallidus Murrill
- Gymnopilus palmicola Murrill (1913)
- Gymnopilus pampeanus (Speg.) Singer (1951)
- Gymnopilus panelloides E. Horak & Corner (1989)
- Gymnopilus panurensis (Berk.) Pegler (1988)
- Gymnopilus parrumbalus Grgur. (1997)
- Gymnopilus parvisporus B.J. Rees (1999)
- Gymnopilus parvisquamulosus Hesler (1969)
- Gymnopilus parvulus Murrill (1913)
- Gymnopilus patriae B.J. Rees (1999)
- Gymnopilus peliolepis (Speg.) Singer (1951), [RSD]
- Gymnopilus penetrans (Fr.) Murrill (1912), [RSD]
- Gymnopilus perisporius Garrido (1988)
- Gymnopilus permollis Murrill
- Gymnopilus perplexus B.J. Rees (2003)
- Gymnopilus pholiotoides Murrill (1913)
- Gymnopilus piceinus Murrill
- Gymnopilus picreus (Pers.) P. Karst. (1879), [RSD]
- Gymnopilus pleurocystidiatus Guzm.-Dáv. & Guzmán (1986)
- Gymnopilus praecox (Peck) Murrill (1917)
- Gymnopilus praefloccosus Murrill (1941)
- Gymnopilus praelaeticolor Murrill (1945)
- Gymnopilus pratensis Singer (1952)
- Gymnopilus primulinus (Berk.) Pegler (1965)
- Gymnopilus psamminus (Berk.) Pegler (1988)
- Gymnopilus pseudocamerinus Singer (1951)
- Gymnopilus pseudofulgens Romagn. (1979)
- Gymnopilus pulchrifolius (Peck) Murrill (1917)
- Gymnopilus punctifolius (Peck) Singer (1951)
- Gymnopilus purpuratus (Cooke & Massee) Singer (1955)
- Gymnopilus purpuratus var. croceescens Bas
- Gymnopilus purpureonitens (Cooke & Massee) Pegler (1965)
- Gymnopilus purpureosquamulosus Høil. (1998)
- Gymnopilus pusillus (Peck) Murrill (1917)
- Gymnopilus pyrrhus (Berk. & M.A. Curtis) B.J. Rees (2002), (= Pyrrhoglossum pyrrhum), [RSD]
- Gymnopilus radicicola Singer (1977)
- Gymnopilus rigidus (Peck) Murrill (1917)
- Gymnopilus robustus Guzm.-Dáv. (1994)
- Gymnopilus rubrocastaneus Soop (2001)
- Gymnopilus rufescens Hesler (1969)
- Gymnopilus rufobrunneus Hesler (1969)
- Gymnopilus rufopunctatus (Pat. & Gaillard) Dennis (1970)
- Gymnopilus rufosquamulosus Hesler (1969)
- Gymnopilus rugulosus R. Valenz., Guzmán & J. Castillo (1981)
- Gymnopilus russipes Pegler (1983)
- Gymnopilus sapineus (Fr.) Maire (1933), [RSD]
- Gymnopilus satur Kühner
- Gymnopilus sordidostipes Hesler (1969)
- Gymnopilus spadiceus Romagn. (1977)
- Gymnopilus spectabilis sensu A.H. Smith (1949), auct.
- Gymnopilus spectabilis subsp. pampeanus (Speg.) Singer (1950)
- Gymnopilus spectabilis var. junonius (Fr.) Kühner & Romagn. (1953), (= Gymnopilus junonius), [RSD]
- Gymnopilus sphagnicola (Peck) Murrill (1917)
- Gymnopilus spinulifer Murrill
- Gymnopilus spumosus (Fr.) Murrill (1912)
- Gymnopilus squalidus (Peck) Murrill (1917)
- Gymnopilus squamulosus Murrill
- Gymnopilus stabilis (Weinm.) Kühner & Romagn. (1985), [RSD]
- Gymnopilus subbellulus Hesler (1969)
- Gymnopilus subcarbonarius Murrill
- Gymnopilus subdryophilus Murrill (1940)
- Gymnopilus subearlei R. Valenz., Guzmán & J. Castillo (1981)
- Gymnopilus suberis (Maire) Singer (1951)
- Gymnopilus subflavidus Murrill
- Gymnopilus subfulgens Guzm.-Dáv. (1995)
- Gymnopilus subfulvus (Peck) Murrill (1917)
- Gymnopilus subgeminellus Guzm.-Dáv. & Guzmán (1986)
- Gymnopilus submarasmioides Singer (1977)
- Gymnopilus subpenetrans Murrill (1913)
- Gymnopilus subpurpuratus Guzm.-Dáv. & Guzmán (1991)
- Gymnopilus subrufobrunneus Guzm.-Dáv. & Guzmán (1986)
- Gymnopilus subsapineus Hesler (1969)
- Gymnopilus subspectabilis Hesler (1969)
- Gymnopilus subsphaerosporus (Joss.) Kühner & Romagn. (1953)
- Gymnopilus subtropicus Hesler (1969)
- Gymnopilus subviridis Murrill (1915)
- Gymnopilus tasmanicus B.J. Rees (1999)
- Gymnopilus tenuis Murrill (1943)
- Gymnopilus terrestris Hesler (1969)
- Gymnopilus terricola K.A. Thomas, Guzm.-Dáv. & Manim. (2003)
- Gymnopilus testaceus B.J. Rees (1999)
- Gymnopilus thiersii M.T. Seidl (1989)
- Gymnopilus tomentulosus B.J. Rees (1999)
- Gymnopilus tonkinensis (Pat.) Singer (1951)
- Gymnopilus trailii (Berk. & Cooke) Singer (1955)
- Gymnopilus tricholoma (Alb. & Schwein.) Murrill (1917)
- Gymnopilus tropicus Natarajan (1977)
- Gymnopilus tuxtlensis Guzm.-Dáv. (1994)
- Gymnopilus tyallus Grgur. (1997)
- Gymnopilus underwoodii (Peck) Murrill (1917)
- Gymnopilus unicolor Murrill
- Gymnopilus validipes (Peck) Hesler (1969)
- Gymnopilus velatus (Peck) Murrill (1917)
- Gymnopilus velutinus (Petch) Singer (1986)
- Gymnopilus ventricosus (Earle) Hesler (1969)
- Gymnopilus vialis Murrill
- Gymnopilus viridans Murrill
- Gymnopilus viscidissimus Murrill
- Gymnopilus viscidus (Peck) Murrill (1917)
- Gymnopilus weberi Murrill (1946)
- Gymnopilus yangshanensis Z.S. Bi (1990)
- Gymnopilus zempoalensis Guzmán & V. Mora (1984)
- Gymnopilus zenkeri (Henn.) Singer (1951)